# وی۳۵۷ شاه‌تخته
وی۳۵۷ شاه‌تخته یک ستاره است که در صورت فلکی شاه‌تخته قرار دارد.